# Сонда
Со́нда (ісп. Zonda) — теплий сухий вітер-фен в Аргентині, який дме з Тихого океану.
Характерний для провінцій Ла-Ріоха, Сан-Хуан і північного сходу Мендоси.
Сонда породжується рухом на північний схід приполярних тихоокеанських повітряних фронтів. Піднімаючись західними відрогами Анд, Сонда швидко охолоджується і конденсує свою вологу у вигляді опадів. На східних відрогах Анд Сонда нагрівається до температур близько 40 °C і прискорюється до 50 км/год.
Зазвичай вітер починається у другій половині дня (з 12 по 18 годину) і продовжується від 2 до 12 годин (іноді до 2-3 днів). У 90% випадків Сонда має місце у місяці з травня по листопад.
В Аргентині існує легенда, що вітер Сонда наслала богиня Пачамама у покарання індіанському вождю Хіланко за те, що він без міри полював на птахів і гуанако, щоб знищити його село і зробити неродючими землі.